# 이타미 준의 바다
"이타미 준의 바다"는 2019년 8월 15일 개봉한 정다운 감독의 다큐멘터리 영화이다.
재일한국인 건축가 이타미 준(유동룡)의 대표적인 건축물을 중심에 놓고 그의 행적을 뒤따른다. 2014년 제주영상위원회(현 제주영상문화산업진흥원 보관됨 2020-05-27 - 웨이백 머신)와 2016년 영화진흥위원회의 제작비 지원을 받아 2011년부터 2018년까지 7년 동안 제주, 경주, 순천 등에서 그가 남긴 건축물을 중심으로 촬영했다. 2019년 제20회 전주국제영화제 한국경쟁부분 수상 작품이다. 2017년 제9회 서울국제건축영화제에서 "시간의 건축"이란 제목으로 먼저 선보였다.
배우 유지태가 내레이션을 맡았고, 양방언과 최백호가 음악에 참여했다.